# Myrcia amplexicaulis
Myrcia amplexicaulis là một loài thực vật có hoa trong Họ Đào kim nương. Loài này được (Vell.) Hook.f. mô tả khoa học đầu tiên năm 1869.